# Verbannt in die Zukunft
Verbannt in die Zukunft (engl. Originaltitel Expedition to Earth) ist eine Sammlung von Science-Fiction-Kurzgeschichten des britischen Autors Arthur C. Clarke aus dem Jahr 1953. Die Geschichten waren bereits in den Jahren 1946 bis 1953 in verschiedenen amerikanischen Zeitschriften erschienen. Eine deutsche Übersetzung der Geschichtensammlung von Tony Westermayr erschien im Jahr 1960 und wurde zuletzt 1983 neu aufgelegt.

## Inhalt

### Verbannt in die Zukunft(Nemesis,auchExile of the Eons)
Zwei Männer machen aus verschiedenen Epochen der Menschheitsgeschichte eine Zeitreise und treffen weit in der Zukunft aufeinander, als die Menschheit auf dem Planeten Erde schon aufgehört hat zu existieren.
Der erste Zeitreisende ist ein Diktator (Der Große, im Original: the Master), der den von ihm angezettelten Weltkrieg verliert und seine Truppen in einer unterirdischen Festung im Himalaya um sich versammelt. Diese Szene hat Ähnlichkeiten zum Faschismus und Hitler, der alle in den totalen Krieg schickt. Doch während Hitler angesichts der Niederlage Selbstmord verübt, hat Der Große einen perfiden Plan. Er flüchtet als Einziger in einen vorbereiteten Raum. Dort will er sich in einen 100-jährigen Kälteschlaf versetzen. In 100 Jahren, so glaubt er, seien seine Taten längst vergessen, und er könne sein Werk nochmals beginnen. Die letzten Torpedobomben zerstören jedoch den Zählmechanismus, der die verstrichenen Tage addieren soll. Der Große schläft weit länger als die geplanten 100 Jahre. Sein mit speziellen Materialien verstärkter Kugelraum übersteht in den nächsten Millionen Jahren auch die geologischen Veränderungen der Erde, in deren Folge der Raum unter die Ozeane versinkt und durch Gebirgsbildungsprozesse wieder heraufgedrückt wird.
Als etwa die Hälfte des Kälteschlafs des Großen vorüber ist, wird der Philosoph Trevindor geboren. Die Menschen haben sich zu jener Zeit längst über die Galaxie verteilt. Sie haben sich weiterentwickelt, sind friedliebend und können sich beispielsweise telepathisch verständigen. Sie besuchen den Heimatplaneten Erde nur selten. Doch der Querdenker Trevindor liegt im Konflikt mit der sanften philosophischen Kultur. Da der Gerichtsrat keine Strafen verhängt und Trevindor zu den 16 wichtigsten Intellektuellen der Galaxie gehört, kann er seine Strafe selbst wählen. Die zunächst von ihm vorgeschlagene Exekution wird abgelehnt, eine Gehirnwäsche ebenso. Der Rat akzeptiert jedoch die Verbannung in ein Zeitalter, von dem gewiss ist, dass die Zivilisation nicht mehr bestehen wird. Mitsamt einer Versorgungsstation, die ihm sorgloses Leben garantiert, landet er in einer Zukunft, in der Erde und Sonne sich schon merklich verändert haben.
Mit einem Flugschiff erkundet Trevindor die sterbende Erde. Er findet als einziges Zeugnis von biologischem Leben noch ein kleines Fleckchen Gras. Später entdeckt er den Kugelraum des Großen und erweckt ihn aus dem Kälteschlaf. Im Aufwachen erkennt der Große, dass sein Plan fehlgeschlagen ist. Trevindor liest die Gedanken des Großen. Machtgier, Grausamkeit und Hass in diesen Gedanken und Erinnerungen setzen ihm so heftig zu, dass Trevindor den Großen durch seine telepathischen Kräfte tötet.

### Die letzte Botschaft(Expedition to Earth,auchHistory Lesson)
Die Geschichte beschreibt zunächst die Wanderung einer Menschengruppe auf der Flucht vor den sich ausbreitenden Schnee- und Eismassen der nächsten Eiszeit. Die versprengten Reste der menschlichen Zivilisation finden in einem Gebirge ihre letzte Zuflucht. Aus dem Goldenen Zeitalter bewahren sie einige Andenken auf, die bald zu Heiligtümern werden. Dazu gehört ein Hilfszünder vom Triebwerk des Raumschiffs Morgenstern, das im Jahr 1985 zum Mond flog, einige Bücher des Jahres 2021, ein Funksender und eine flache runde Dose.
Fünftausend Jahre später erreicht ein Expeditionsraumschiff von der Venus die nun menschenleere, vereiste Erde. Während die Menschheit auf der Erde zugrunde ging, entwickelte sich auf dem Nachbarplaneten Venus eine eigenständige Zivilisation intelligenter Reptilien. Dank des noch funktionierenden Funksenders finden sie die Heiligtümer. Damit wollen die Wissenschaftler der Venus die untergegangene Kultur der Menschen entschlüsseln. In der Dose befindet sich eine Filmrolle. In einer rekonstruierten Vorführmaschine schauen sie sich den Kinofilm an: ein Micky-Maus-Film von Walt Disney. Die fortschrittlichsten Lebensformen auf der Erde müssen also Mäuse mit zwei Beinen und zwei Armen gewesen sein.

### Versteckspiel(Hide-And-Seek)
Das Raumschiff eines Geheimagenten wird von einem gegnerischen Weltraumkreuzer verfolgt. Die Situation scheint aussichtslos, doch der Agent flieht in letzter Not auf den Marsmond Phobos. Auf dem 20 Kilometer Durchmesser messenden Mond versteckt er sich. Der Kreuzer ist zu schwer um auf dem kleinen Phobos zu manövrieren, so dass dem Agenten immer Zeit bleibt, sich ein neues Versteck zu suchen. Als schließlich Hilfe eintrifft, sucht der Kreuzer das Weite. In der Rahmenhandlung erzählt der Commander des Kreuzers die Geschichte. Da er mit seinem mächtigen Schiff nichts gegen einen einzelnen Agenten im Raumanzug ausrichten konnte, muss er einen Karriereknick hinnehmen.

### Die Überlegenen(Superiority)
Zwei Mächte liefern sich ein Wettrüsten im Weltraum. Der eine Kontrahent, der gerade im Vorteil ist, vertraut aber nicht auf die stete Verbesserung etablierter Waffensysteme. Die Wissenschaftler sollen ganz neue Waffen, gewissermaßen Wunderwaffen, erfinden. Drei Neuentwicklungen präsentieren die Forscher: Eine Bombe, die alle Materie im Umkreis auflöst, ein Computer für die dreidimensionale Kriegsführungsstrategie im Weltraum und eine Art Tarnkappe für Raumschiffe, die sich hinter künstlichen Verzerrungen der Raumzeit verstecken können. Doch die Wunderwaffen sind in der Praxis zu kompliziert. Die technisch überlegene Macht gerät ins Hintertreffen, da sie sich mit den Neuentwicklungen verzettelt. Sie verliert den Krieg. Arthur C. Clarke spielt mit der Geschichte auf die Wunderwaffe der Nazis an, die beträchtliche Ressourcen in ihre V2-Raketen gesteckt hatten. Das Vorbild für den Chefwissenschaftler der sich als überlegen glaubenden Macht war Wernher von Braun.

### Begegnung im Morgengrauen(Encounter in the Dawn)
Die drei Raumforscher Altman, Bertrond und Clindar finden im Rahmen einer Forschungsexpedition auf einem Planeten intelligente humanoide Lebewesen. Der Zivilisationsgrad entspricht dem einer irdischen Steinzeitkultur. Bertrond gelingt es, das Vertrauen eines Yaan genannten Jägers zu gewinnen, indem er ihm jeden Tag ein frisch erlegtes Wild anbietet. Die Forscher möchten den Kontakt vertiefen, werden jedoch alsbald in das dem Untergang geweihte "Galaktische Imperium" zurückberufen. Sie lassen Yaan einige technische Artefakte zurück. Am Ende der Geschichte wird enthüllt, dass der besuchte Planet die Erde ist. Der Ort des Besuchs ist das Zweistromland, wo einige Tausend Jahre später die erste Hochkultur auf dem Planeten entstehen wird. Es handelt sich um eine überraschende Wendung und ein Spiel mit den Erwartungen des Lesers, da dieser zunächst davon ausgehen musste, dass die drei Forscher, nicht jedoch die Bewohner des Planeten, Menschen sind.
Die 1953 veröffentlichte Geschichte der Kontaktaufnahme zweier Zivilisationen war laut Arthur C. Clarke Vorbild für das erste Kapitel von Roman und Film zu 2001: Odyssee im Weltraum.

### Die Rückkehr(Second Dawn)
Zwei verwandte Tierarten haben sich auf einem Planeten zur beherrschenden Spezies entwickelt. Der Planet ist in Vegetation und Geologie der Erde ähnlich. Allerdings scheinen zwei Sonnen, eine helle weiße und eine schwache rote. Die beherrschenden Spezies haben einen kräftigen Schwanz, mit dem sie forthoppsen, zwei mit scharfen Hufen bewehrte Vorderläufe und ein Einhorn auf der Stirn. Sie leben wie Tiere von dem, was die Natur bringt, haben aber ihre intellektuellen Fähigkeiten extrem fortentwickelt: Sie loten die abstrakten Welten der Mathematik aus und widmen sich philosophischen Problemen. Untereinander können sie sich Kraft ihrer Gedanken austauschen. Da für beide Tierarten die Ressourcen knapp sind, stehen sie oft in Krieg gegeneinander.
Nach einem der großen Kriege wird eine hominide Spezies entdeckt. Deren Individuen haben die Statur von Menschen, wenngleich die Evolution ihnen drei Augen und andere Handformen gegeben hat. Eine der Vordenker der „Einhörner“ gewinnt die Überzeugung, durch Kombination der Geisteskraft der „Einhörner“ mit der handwerklichen Geschicklichkeit der Hominiden die technische und kulturelle Entwicklung beider Spezies schnell vorantreiben zu können. Der Sprung von der Steinzeit zum Brückenbau und zur Seefahrt gelingt in nur wenigen Jahrzehnten. Bald werden neue Kontinente entdeckt, so dass Land- und Nahrungsknappheit als Kriegsursache der Vergangenheit angehören sollten. Die Geschichte endet mit der Prognose, dass in nicht allzu langer Zeit auch die Kernenergie genutzt werden wird.

### Am Horizont – die Erde(If I Forget Thee, Oh Earth)
Im Alter von zehn Jahren wird Marvin von seinem Vater zum ersten Mal von der Mondsiedlung an die Oberfläche genommen. In einem Erkundungsfahrzeug fahren sie – immerhin mit über 150 Kilometern pro Stunde – durch die Landschaft. Für Marvin ist das atemberaubend: Zum ersten Mal sieht er die Sterne. Sie fahren weiter bis in die Nacht, als sie über einer ebenen Fläche die Erdhalbkugel aufgehen sehen. Sein Vater erinnert ihn an die radioaktiven Folgen des Atomkriegs, der auf der Erde stattgefunden hat. Keiner hat dort überlebt. Die Kolonie auf dem Mond ist Zufluchtsstätte der letzten Menschen. Da wird Marvin der Sinn dieser Pilgerfahrt klar: Er wird selbst nie die Erde betreten können, soll aber seine Sehnsüchte an Kinder und Kindeskinder weitergeben, bis diese den Schritt zurück wagen.
Arthur C. Clarke schrieb diese Geschichte Weihnachten 1950. Wie er später in einer Anmerkung schreibt, sahen Astronauten 18 Jahre später zu Weihnachten 1968 – mit Apollo 8 in der Mondumlaufbahn – zum ersten Mal einen Erdaufgang (Engl. Earthrise).

### Raumfahrt verboten!(Loophole)
Eine Abfolge von Gesprächsnotizen dokumentiert die Reaktion der Marsianer auf die Atombombenabwürfe am Ende des Zweiten Weltkriegs. Marspräsident, Wissenschaftsrat und Abwehrchef sind aufgeschreckt und fragen sich, ob die Menschen den Marsbewohnern – von deren Existenz sie noch nichts wissen – gefährlich werden können, sobald sie Langstreckenraketen entwickeln. Die Marsianer bauen eine Weltraumflotte, demonstrieren ihre Stärke und drohen mit Kriegshandlungen, falls die Menschen Langstreckenraketen entwickeln. Die Menschen halten still, doch die Sorge der Marsianer bleibt: Sie überlegen, wie sie die Menschen beseitigen können. Damit endet die Dokumentation der Gesprächsnotizen der Marsianer und geht in die Gesprächsnotizen der Menschen über: Ein Militär meldet vom Mars den Vollzug der Zerstörung der dortigen Zivilisation.

### Das Recht, zu überleben(Breaking Strain)
Die Astronauten Grant und McNeil steuern einen Frachttransporter von der Erde zur Venus. Da zerstört ein Meteoriteneinschlag die Sauerstoffvorräte. Sie reichen nur noch zwanzig Tage für beide. Die Reise dauert aber noch dreißig Tage. Ein einzelner Astronaut würde es schaffen. Es kommt zur Auseinandersetzung zwischen den Astronauten. Nur einer von beiden wird am Ende von anderen Raumschiffen gerettet. In der Erzählung beschreibt Arthur C. Clarke, wie Zivilisationen auf Erde und Venus sich über Raumtransporte Güter austauschen können. Die Transporter bewegen sich mit Ionenantrieben nur zwischen den Umlaufbahnen beider Planeten, während die Verbindung zur Oberfläche über klassische Raketen hergestellt wird. Die im Jahr 1949 erschienene Geschichte war nach Angaben von Clarke auch Vorbild zu Film und Roman 2001: Odyssee im Weltraum.

### Das Vermächtnis(Inheritance)
Testpilot David überlebt einen Unfall mit seiner Rakete: Die zweite Raketenstufe, in der er sitzt, löst sich nicht von der ersten Boosterstufe. Ab einer Höhe von 250 Kilometern fällt die Rakete zur Erdoberfläche zurück. Im letzten Moment gelingt es David, den Booster zu lösen und die mit Tragflächen ausgestattete zweite Stufe zu landen. Seine Kollegen sind erstaunt, David wohlauf und nur mit gebrochenem Arm vorzufinden. Der ist guter Dinge und erzählt von einem Traum, demzufolge ihm nichts geschehen werde. Bei späteren Testflügen mit atomkraftbetriebenen Raketen verunglückt David jedoch tödlich. Als die Kollegen seiner Familie ihr Beileid ausdrücken wollen, lernen sie Davids vielleicht fünfzehnjährigen Sohn kennen. Der ist seinem Vater zum Verwechseln ähnlich und scheint die Besucher zu kennen – vermutlich ebenfalls durch einen Traum, weswegen er beruflich in die Fußstapfen des Vaters treten will.
In der 1947 veröffentlichten Geschichte beschreibt A.C. Clarke ein Raketendesign, das mit Booster und aufgesetzter zweiter Stufe dem späteren Space-Shuttle-Konzept sehr ähnlich ist.

### The Sentinel
Im Spätsommer 1996 erkundet eine Expedition das Mare Crisium auf dem Mond. Der Chefgeologe entdeckt ein metallisches Blinken an der Bergkette, als er in der Kombüse eines Erkundungsfahrzeuges Würstchen für das Frühstück brät. Mit einem Begleiter erklettert er den Berg, um dieses glitzernde Rätsel zu lösen. Auf dem Berg entdecken sie eine rund 30 Meter breite, unnatürlich glatte Felsplatte. In der Mitte der Platte steht eine Pyramide, doppelt so hoch wie ein Mensch. Nach dem ersten Schreck und der Vermutung, die Reste einer Zivilisation auf dem Mond entdeckt zu haben, erkennen die Entdecker, dass in einem Kreis um die Pyramide kein Staub und keine Steine zu sehen sind. Damit wird klar, dass sie eine Hinterlassenschaft Außerirdischer entdeckt haben.
Es dauerte zwanzig Jahre, bis die Menschen die unsichtbare Abschirmung der Pyramide aufbrechen konnten. Doch ein Verständnis der Technologie erreichen sie damit nicht. Das Gerät wurde unter Einsatz der Atomkraft zerstört. Doch damit wird auch der Sinn der Pyramide klar: Die Außerirdischen haben die Sonnensysteme durchstreift, um Planeten mit Leben zu entdecken. Dort wo sie gute Voraussetzungen für die Entstehung von Leben sahen, ließen sie eine Pyramide als Wachposten zurück. Der Platz auf dem Mond sorgte dafür, dass er nur von weiterentwickelten Zivilisationen erreicht werden konnte. Durch die Zerstörung sind die Erbauer nun über die Existenz der Menschheit informiert; in kurzer Zeit ist mit einer Antwort zu rechnen.
Die Kurzgeschichte The Sentinel erschien im Jahr 1951 im Magazin 10 Story Fantasy. Clarke schrieb sie bereits im Jahr 1948 für einen BBC-Schreibwettbewerb. Die Geschichte ist ein Ausgangspunkt für den Film 2001: Odyssee im Weltraum.